# آدلایدا آواگیان
آدلایدا هوُسپی آواگیان (ارمنی: Ադելաիդա Հովսեփի Ավագյան؛ ۶ آوریل ۱۹۲۴ – ۱۲ مهٔ ۲۰۰۰) پزشک، دانشمند و پژوهشگر اهل ارمنستان بود.

## زمینه فعالیت و تأثیر در علم تغذیه و بهداشت
- آدلایدا آواگیان پزشک و پژوهشگر ارمنی بود که در زمینه بهداشت تغذیه (Nutritiology) فعالیت داشت. او به‌عنوان رئیس آزمایشگاه بهداشت تغذیه در مؤسسه بهداشت عمومی و بیماری‌های شغلی ارمنستان (1969-1994) نقش مهمی در تحقیقات علمی مرتبط با ارزیابی بهداشتی محصولات غذایی ایفا کرد. تحقیقات او عمدتاً بر روش‌های میکروبیولوژیکی و سرولوژیکی برای ارزیابی کیفیت مواد غذایی، به‌ویژه محصولات گوشتی و ماهی، متمرکز بود.

## محل تولد و زندگی خانوادگی
- آدلایدا در ایروان، پایتخت ارمنستان، به دنیا آمد و در خانواده‌ای تحصیل‌کرده بزرگ شد. پدرش، هوسپ آواگیان، متخصص کشاورزی بود و مادرش، ماریانوش واسیلیان، معلم زبان. این محیط خانوادگی احتمالاً بر علاقه او به علم و تحقیق تأثیر گذاشت. اطلاعات مربوط به زندگی خانوادگی او بیشتر از روایت‌های محلی و تاریخ شفاهی در ارمنستان به دست می‌آید.

## تحقیقات و دستاوردها
- آدلایدا بیش از 50 مقاله علمی در مجلات اتحاد جماهیر شوروی منتشر کرد. برخی از این مقالات به روش‌های نوین ارزیابی بهداشتی مواد غذایی، مانند تست فسفاتاز برای بررسی فرآیندهای حرارتی محصولات گوشتی و روش‌های فلورسنت-سرولوژیکی برای تشخیص مسمومیت‌های غذایی ناشی از کلستریدیوم بوتولینوم، پرداخته‌اند. این اطلاعات از آرشیوهای علمی شوروی سابق قابل استنباط است.

## کتابشناسی
- 1959 Moscow, Nutrition Methods to determine the vital activity of microorganisms in canned meat by fermental reactions.
- 1965 Hygienic evaluation of the thermal processing of meat products by the phosphatase test.
- 1968 Fluorescent-serological method in diagnosing food poisoning provoked by cl. botulinum.
- ۱۹۶۸ ۲٬۳،5-trphenyltetrasolium chloride (TTC) as an indicator for hygienic assessment of raw, semi-finished and ready-to-eat meat and fish products.
- 1969 Sanitary-bacteriological assessment of raw, semi-finished and ready-to-eat meat and fish products, made by using resazurin test.
- 1970 Express methods of Sanitary-bacteriological evaluation of foodstuffs-rapid methods in diagnosing botulism.
- 1972 Determination of secondary bacterial contamination of meat products by means of test for the presence of acid phosphatase.

## یادداشت
1. ↑  Artavazd Dzvakeryan
2. ↑  Anna Gyurjyan